# Марокканский диалект арабского языка
Марокканский диалект арабского языка (араб. لهجة مغربية‎ Maġribi (mɑɣribi); самоназвание араб. الدارجة‎ (ad-)dārija, дословно «диалект»; также Дарижа) — разговорная разновидность арабского языка, распространённая в Марокко.
Официальным языком королевства Марокко является арабский литературный язык. Однако в действительности уровень распространения и использования местного диалекта среди жителей Марокко очень высок. Литературный арабский используется, иногда наряду с французским, в формальной обстановке, на письме, в образовании и СМИ. В остальных сферах практически безраздельно первенствуют дарижа и, в меньшей степени, берберские языки. Диалект официально бесписьменен, однако иногда встречается запись разговорного языка для передачи специфики местной речи как с помощью арабского письма, так и латиницей.
Лексически и грамматически марокканский дарижа довольно далеко отстоит от литературного арабского и практически не понятен носителям других (немагрибских) арабских диалектов.
В лексике заметно некоторое влияние испанского и, в большей степени, французского языков.
Марокканский арабский подразделяется на четыре основных диалекта. В городском диалекте (мдини) Феса, Рабата, Сале и Тетуана заметно влияние андалусийского арабского. Горный диалект (джебли) встречается в основном на северо-западе и заключает в себе некоторые черты древнейшего амазиге, берберского языка коренного населения. Бедуинский диалект (аруби) развился в общинах, расположенных по атлантическому побережью в долинах (Гарб, Шавия, Дуккала и других); также встречается внутри страны в долинах (Хауз близ Марракеша, Тадла и Сус). Четвёртый — диалект хассания, используется в некоторых районах пустыни Сахара.

## История
Арабский язык пришёл в Марокко в несколько этапов: в VII веке с войсками Окба бен Нафи. Затем новый импульс для развития языка был дан в IX веке с основанием университета при мечети Аль-Карауин в Фесе. В XII—XIII веках в Марокко переселились арабские племена бедуинов хилали и маакили, а в XIV веке, в результате Реконкисты, — андалусийские арабские племена.

## Марокканско-арабская Википедия
Существует раздел Википедии на марокканском диалекте арабского языка («Марокканско-арабская Википедия»), первая правка в нём была сделана в 2020 году. По состоянию на 16:40 (UTC) 16 июля 2025 года раздел содержит 10 665 статей (общее число страниц — 86 421); в нём зарегистрировано 16 683 участника, 4 из них имеют статус администратора; 38 участников совершили какие-либо действия за последние 30 дней; общее число правок за время существования раздела составляет 440 142.

## Газеты
В настоящее время по меньшей мере три газеты издаются на марокканском диалекте арабского языка. Журнал «Телькель» печатается также и в марокканско-арабской версии, именуемой «Nichane».
Существует также бесплатный еженедельный журнал, полностью издаваемый на «стандартном» марокканском диалекте: «Хбар Блядна» («Новости нашей страны»).